# Nergisi
Nergisi (* 1592 in Sarajevo; † 1635 in Gebze; eigentlich Nergisî-zâde Mehmed Efendi) war ein osmanischer Dichter.
Nach seiner Ausbildung an einer Medrese in Istanbul arbeitete er als Müderris und Qādī in verschiedenen Städten Rumeliens. Nachdem er zum Reichsgeschichtsschreiber befördert worden war, starb er auf seinem ersten Feldzug in Gebze, nachdem er vom Pferd gefallen war.
Sein Hauptwerk ist eine Hamse. Taeschner beschreibt den Stil folgendermaßen: „dem barocken Zeitgeschmack entsprechend in einer geradezu ungeniessbaren, schwülstig überladenen Sprache geschrieben“.
Außerdem ist eine Briefsammlung aus 50 Briefen sowie ein historisches Werk über die Regierungszeit des bosniakischen Murteza Pascha in Ofen erhalten.
Des Weiteren sind verschiedene Kalligraphien erhalten. 